# 강원특별자치도도로관리사업소
강원특별자치도 도로관리사업소는 강원특별자치도의 도로관리 사무를 관장하기 위하여 강원특별자치도청 산하에 설치된 사업소이다.
사업소장은 지방서기관이나 지방기술서기관으로 보한다.

## 연혁
- 1924년 4월 1일: 강원도토목관구사무소 설치(1924년 4월 6일 조선신문 게재됨)
- 1965년 10월 1일: 대한민국 건설부 중기공장 원주정비공장 설치
- 1972년 12월 31일: 강원도토목관구사업소를 강원도건설사업소로 변경, 대한민국 건설부 중기공장 원주정비공장을 강원도 중기사업소로 변경
- 1982년 3월 1일: 강원도건설사업소와 강원도중기사업소를 통합하여 강원도도로관리사업소로 변경
- 2023년 6월 11일: 강원도도로관리사업소를 강원특별자치도도로관리사업소로 변경

## 조직
소장
- 관리과
- 도로보수과

### 산하 기관
- 강릉지소
- 태백지소
- 북부지소(화천)